# Victoire du désert
Pour plus de détails, voir Fiche technique et Distribution.
Victoire du désert (titre original : Desert Victory) est un film documentaire britannique réalisé par David MacDonald et Roy Boulting, sorti en 1943.
Ce documentaire relate la campagne des armées alliées en Afrique du Nord menée en 1942 par le général Bernard Montgomery contre l'Afrika Korps menée par le général Erwin Rommel.
Le film obtint l'Oscar du meilleur film documentaire.

## Synopsis
Le film retrace la Guerre du Désert et notamment la seconde bataille d'El Alamein.

## Fiche technique
- Titre : Victoire du désert
- Titre original : Desert Victory
- Réalisation : Roy Boulting et David MacDonald
- Scénario : J. L. Hodson
- Musique : William Alwyn
- Montage : Richard Best
- Production : David MacDonald
- Société de production : Royal Air Force Film Production Unit et Army Film and Photographic Unit
- Pays :  Royaume-Uni
- Genre : Documentaire
- Durée : 60 minutes
- Dates de sortie : 
  -  Royaume-Uni : mars 1943
  -  France : 13 octobre 1944

## Distribution
- Harold Alexander : lui-même
- Winston Churchill : lui-même
- Adolf Hitler : lui-même
- Bernard L. Montgomery : lui-même
- Erwin Rommel : lui-même

## Distinctions
Le film a reçu l'Oscar du meilleur film documentaire.